# Шкрібляк Федір Миколайович
Шкрібляк Федір Миколайович (10 січня 1893, с. Яворів, Косівський район, Івано-Франківська область — 11 листопада 1960) — гуцульський народний майстер у техніці «сухої» плоскої різьби, рельєфної різьби, інкрустації та художнього випалювання; один із провідних народних майстрів І пол. ХХ ст. на Гуцульщині. Онук Юрія Шкрібляка.
Навчався майстерності в батька — відомого різьбяра Миколи Шкрібляка.
Асортимент творів: ужиткові предмети, меблі, сакральна атрибутика.
Залишив чималу спадщину, продовжував і розвивав мистецькі традиції яворівської різьби. Одним із перших майстрів на Гуцульщині ввів у вироби фігуративні зображення. Твори — багато декоровані різьбою, інкрустацією бісером, рогом, деревом, перламутром і металом.
На замовлення церкви у Яворові виконав патериці, хрести, свічники, пасківники.
Учасник і дипломант багатьох всесоюзних, республіканських, обласних і місцевих виставок.
Твори зберігаються у музеях України та за кордоном, а також у приватних колекціях.